# U-Boot (sous-marin)

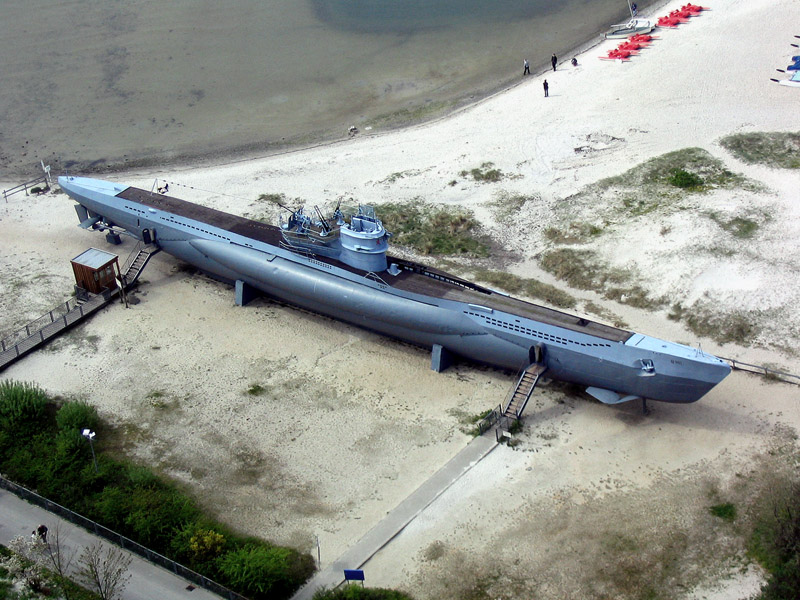
U-995 au Mémorial naval de Laboe.

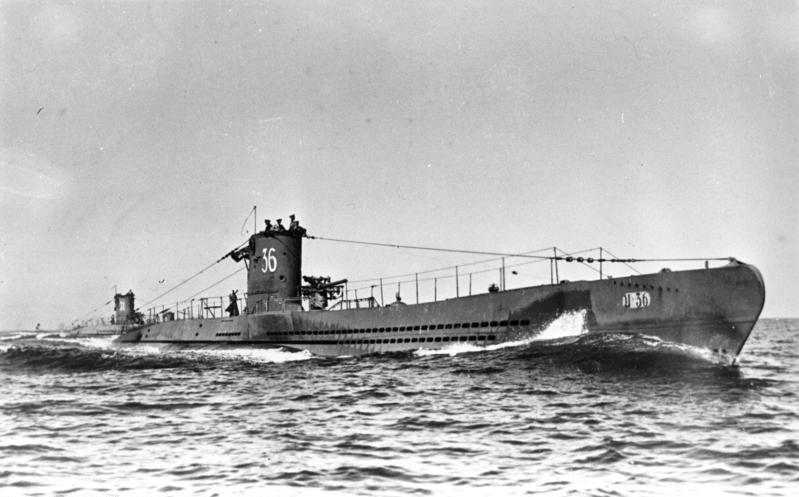
U-36, photo de 1936.

Le terme U-Boot (abréviation d'Unterseeboot qui signifie sous-marin en allemand, au pluriel U-Boote selon la règle orthographique et la graphie allemandes, ou U-Boots selon la réforme de l'orthographe française de 1990) désigne les sous-marins allemands des deux guerres mondiales. Ils sont célèbres, entre autres, pour leurs campagnes d'attaques de convois de ravitaillement partant des États-Unis et du Canada pour l'Europe. Ce sont le plus souvent des sous-marins d'attaque conventionnels.
Le terme U-Boot est généralement utilisé en français pour désigner : les sous-marins allemands et sous-marins austro-hongrois de la Première Guerre mondiale, les sous-marins allemands de la Seconde Guerre mondiale, et les sous-marins allemands d'après-guerre utilisés par la Deutsche Marine. Les marines de guerre allemandes successives ont appelé leurs sous-marins par une dénomination commençant par un U suivi d'un nombre.

## Première Guerre mondiale

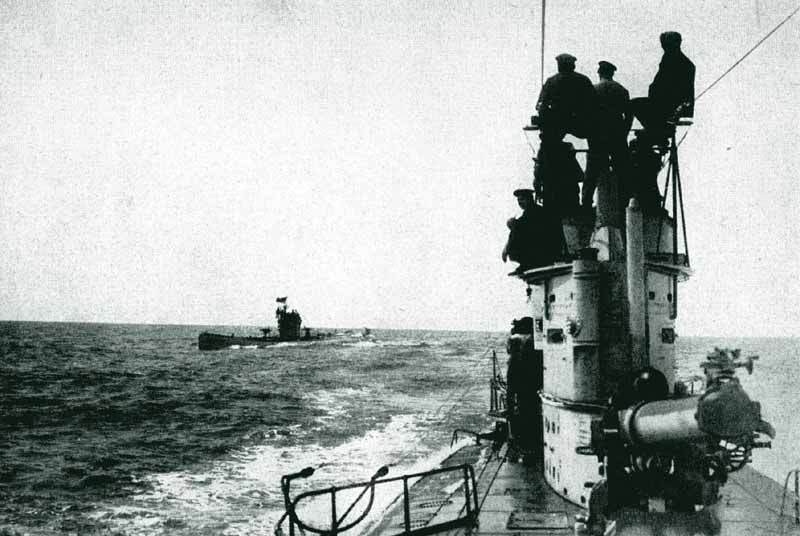
Les U 52 et U 35 en surface en 1916.

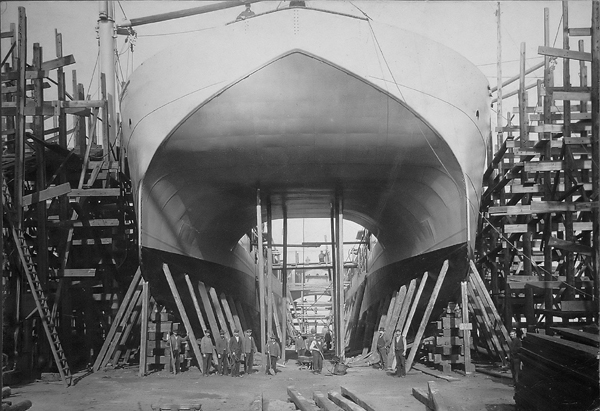
Construction du SMS Vulkan en 1907. Ce navire de surface servit de bâtiment de soutien aux U-Boote durant la Première Guerre mondiale.

Dans la marine impériale allemande, le premier sous-marin (U-1) a été livré en décembre 1906. Lorsque la guerre éclate en août 1914, elle en aligne 28.
Les U-Boote sont lancés dans une guerre sous-marine « totale » (sans distinction de la nationalité du navire, et sans faire de différence entre navires civils et militaires) au début de la guerre. Le 22 septembre 1914, le U-9 torpille trois croiseurs britanniques en mer du Nord. En mai 1915, le U-20 coule le paquebot RMS Lusitania. Des 1 195 personnes qui périssent à la suite de ce torpillage, 123 étaient des civils américains (les chiffres donnés sur la page Lusitania sont légèrement différents), dont un célèbre producteur de théâtre et un membre de la famille Vanderbilt. Parmi les victimes, se trouve aussi Marie Depage, épouse du docteur Antoine Depage, médecin-chef de l'hôpital militaire belge de l'Océan et infirmière dans les services médicaux de l'armée belge luttant sur le front de l’Yser. Elle venait de faire une tournée de conférences dans plusieurs villes des États-Unis où la cause belge suscitait les sympathies depuis les massacres subis par les civils belges lors de l'invasion allemande de 1914. La personnalité de plusieurs victimes et aussi le fait que de nombreux civils américains soient morts dans le torpillage, alors que les États-Unis sont encore neutres en 1915, sont les causes d'un fort ressentiment dans l'opinion publique américaine envers l'Allemagne. Le président américain Woodrow Wilson menace l'Allemagne et exige réparation. Pour éviter que les États-Unis n'entrent en guerre aux côtés des alliés, l'Allemagne suspend ses attaques sous-marines contre les bateaux neutres.
Toutefois, l'Allemagne annonce, près de deux ans plus tard, le 31 janvier 1917, que ses U-Boote vont engager à nouveau une guerre sous-marine totale. L'opinion américaine ayant entre-temps évolué dans un sens plus favorable à l'entrée en guerre des États-Unis, cette décision est prise comme une déclaration de guerre par les Américains. C'est un facteur déterminant dans l'entrée en guerre des États-Unis aux côtés des alliés le 6 avril suivant.
En 1918, la technologie a fait des progrès importants et les sous-marins ont atteint un niveau qui les rapproche de celui qu'ils auront en 1940. La classe U-139 fait ainsi 2 000 tonnes et plonge à 75 mètres.
Sur les 375 U-Boote opérant durant la Première Guerre mondiale, 274 U-Boote coulèrent 6 394 navires marchands représentant 12 800 733 tonneaux et une centaine de navires de guerre représentant 366 490 tonnes.
229 ont été perdus dont 178 en opérations et sur 13 000 officiers et matelots ayant servi dans les U-Boote, 515 officiers et 4 849 marins ont trouvé la mort au combat, soit 40 % des effectifs.
La Kaiserliche Marine utilisa plusieurs types de U-Boote suivant les évolutions technologiques :
Le nombre de U-Boote construits est donné entre parenthèses.
- U-Boote construit pour l'exportation
  - U 66 (5), UA (1)
- U-Boote avec motorisation essence
  - U 1 (1), U 2 (1), U 3 (2), U 5 (4), U 9 (4), U 13 (3), U 16 (1), U 17 (2)
- U-Boote océanique d'attaque avec motorisation Diesel
  - U 19 (4), U 23 (4), U 27 (4), U 31 (11), U 43 (8), U 51 (6), U 57 (12), U 63 (3), Mittel U (4), U 81 (6), U 87 (6), U 93 (22)
- U-Boote de croisière et marchands
  - U 151 (7), U 139 (3), U 142 (1)
- U-Boote côtiers UB d'attaque
  - UB I (17), UB II (30), UB III (89)
- U-Boote côtiers UC mouilleurs de mines
  - UC I (15), UC II (64), UC III (16)
- U-Boote océanique UE mouilleurs de mines
  - UE I (10), UE II (9)

Au total, de 1906 à 1918, dix chantiers navals dans cinq villes furent sollicités pour la construction des U-Boote.
| Chantier naval                     | Ville          | Nbre d'U-Boote construits |
| ---------------------------------- | -------------- | ------------------------- |
| AG Weser                           | Brême          | 81                        |
| Atlas Werke                        | Brême          | 1                         |
| Blohm & Voss                       | Hambourg       | 89                        |
| Bremer Vulkan-Vegesacker Werft     | Brême-Vegesack | 8                         |
| Flensburger Schiffbau-Gesellschaft | Flensbourg     | 2                         |
| Germaniawerft                      | Kiel           | 84                        |
| Kaiserliche Werft                  | Danzig         | 46                        |
| Reiherstiegw.                      | Hambourg       | 3                         |
| H. C. Stülcken Sohn                | Hambourg       | 1                         |
| Vulcan                             | Hambourg       | 69                        |
| Chantiers inconnus                 | ??             | 27                        |

La production des 375 U-Boote œuvrant dans la Kaiserliche Marine s'est étalée comme suit :
| Année | Nbre d'U-Boote construits |
| ----- | ------------------------- |
| 1906  | 1                         |
| 1908  | 1                         |
| 1909  | 2                         |
| 1910  | 4                         |
| 1911  | 5                         |
| 1912  | 5                         |
| 1913  | 6                         |
| 1914  | 15                        |
| 1915  | 51                        |
| 1916  | 108                       |
| 1917  | 87                        |
| 1918  | 90                        |

## Seconde Guerre mondiale
Le traité de Versailles signé en 1919 entérine la défaite de l'Allemagne au cours de la Première Guerre mondiale. Elle ne peut plus posséder qu'une force défensive : il lui est interdit d'avoir une aviation, des sous-marins et des porte-avions. La marine est limitée à 108 000 tonnes, et aucun navire ne doit jauger plus de 10 000 tonnes. Après l'arrivée au pouvoir de Hitler, un accord naval bilatéral entre le Royaume-Uni et l'Allemagne est conclu en 1935. Les signataires stipulent que l'Allemagne peut construire 35 % du tonnage de surface et 45 % du tonnage sous-marin de la Royal Navy.
Les U-Boote furent une composante prééminente de la seconde bataille de l'Atlantique, qui dura jusqu'à la fin de la guerre. La stratégie de l'amiral Dönitz, Befehlshaber der U-Boote (BdU, commandant des U-Boote), était d'étrangler le Royaume-Uni qui continuait le combat contre l'Allemagne nazie, en coulant les navires qui traversaient l'Atlantique pour le ravitailler.
En 1939, Dönitz publie un livre dans lequel il estime que l'Allemagne a besoin de trois cents sous-marins pour être en mesure d'atteindre son objectif. Sur ce nombre, 90 seraient en embuscade, par groupes de trois, pour intercepter les convois empruntant les trois principales routes identifiées : Atlantique nord, centre de l'Atlantique et le long des côtes africaines, passé Gibraltar. Mais la planification allemande de construction pour la marine de guerre (« plan Z ») de 1935 ne prévoit que 249 sous-marins de tous types, c'est-à-dire uniquement 152 correspondant à la vision de Dönitz. À l'ouverture des hostilités, le 3 septembre 1939, il dispose en tout et pour tout de 57 U-Boote : 18 dans l'Atlantique, 21 en mer du Nord, 10 dans la Baltique et 8 autres non opérationnels.
Durant les premiers mois de la guerre les U-Boote accumulent les succès. Le 14 octobre 1939, l'U-47 commandé par Günther Prien, se jouant de toutes les défenses, pénètre dans la baie de Scapa Flow (au nord de l'Écosse), base navale de la Home Fleet britannique, et coule le cuirassé Royal Oak. Le public découvre, outre le commandant Prien, les autres as des sous-marins (Kretschmer, Schepke, Endrass), dont Churchill a dit, plus tard, qu'il fut le seul péril qu'il redouta réellement pendant la guerre.
En quittant, après juin 1940 et l'occupation de la France, leur base de Wilhelmshaven pour cinq ports du littoral atlantique français : Brest, Lorient, Saint-Nazaire, La Rochelle (La Pallice) et Bordeaux, les U-Boote augmentent considérablement leur rayon d'action, tout en évitant la mer du Nord et la Manche, secteurs à la fois dangereux et pauvres en cibles.
À la tactique des convois mise en œuvre par l'amirauté pour protéger les cargos, Dönitz réplique en groupant ses « Loups gris » en groupes, comparés à des meutes animales, notamment de loups. Lorsqu'un sous-marin ou un avion de reconnaissance (Condor) repérait un convoi, il indiquait sa position au BdU qui lançait alors à la poursuite du convoi les sous-marins présents dans la zone. Une fois réunis, ils lançaient alors des attaques meurtrières sur des convois insuffisamment protégés.
Immédiatement après l'entrée en guerre des États-Unis, l'opération Paukenschlag (« coup de timbale ») marqua l'apogée des succès des sous-mariniers allemands : la zone au large des côtes nord-américaines sous juridiction américaine, où les cibles étaient jusque-là non menacées parce que les U-Boote n'y parvenaient pas, devint, entre la fin 1941 et le printemps 1942, un champ d'action efficace pour les sous-mariniers. Les navires qui naviguaient sans protection, ou protégés par des escortes aux équipages inexpérimentés, furent coulés par dizaines. En effet, les navires américains naviguaient de manière isolée et non en convoi comme le leur avaient pourtant recommandé les autorités britanniques. Le bilan fut terrifiant : sur la seule période des six premiers mois de l'année 1942, le tonnage des navires alliés coulés atteignit 2,5 millions de tonnes dont 800 000 tonnes pour le seul mois de mars 1942. Or les Alliés estimaient ne pouvoir compenser que 700 000 tonnes par les constructions nouvelles.
Ces temps heureux pour la Kriegsmarine prirent fin au milieu de 1942. Sur le plan technique, les Alliés utilisaient mieux l'asdic (ancêtre du sonar). Ils découvrirent ensuite la machine à chiffrer Enigma (M3) et ses codes en capturant, le 9 mai 1941, le sous-marin U-110 que son commandant n'avait pas réussi à saborder après avoir été mis hors de combat. Les progrès du radar rendirent possibles les repérages, de jour comme de nuit, des sous-marins en surface, puis bientôt de leur schnorchel (invention néerlandaise) ou de leur périscope lorsqu'ils étaient en navigation sous-marine. Le rayon d'action des avions et hydravions de patrouille maritime et leur armement anti-sous-marin allait toujours s'améliorant, couvrant progressivement la totalité de l'Atlantique nord. Sur le plan militaire, les chantiers navals et les usines américaines rendirent disponibles toujours plus de liberty ships, d'escorteurs et d'avions ; l'organisation et la protection des convois croissaient constamment ; des porte-avions d'escorte accompagnaient les convois, ou, constitués en groupes de chasseurs de sous-marins, les traquaient le long de leurs routes maritimes.
Avec les avancées des Alliés dans la lutte anti-sous-marine, les Loups gris, toujours moins nombreux et aux équipages toujours moins expérimentés, cédèrent du terrain et coulèrent de moins en moins d'unités adverses. Dönitz avait succédé à Erich Raeder à la tête de la Kriegsmarine, les U-Boote profitèrent à leur tour de quelques améliorations techniques (torpilles acoustiques, détecteur de radar, etc.) ; cela ne permit pas de redresser la situation.
Arrivé trop tard à la fin de la guerre, le type U XXI, remarquable à de nombreux égards, ne put rien changer au sort de cette guerre sous-marine.
À la fin de la guerre, la probabilité pour un U-Boot de se faire repérer et d'être coulé était très élevée dans les zones opérationnelles. Les grands capitaines avaient péri en mer (en 1941 : Prien, Endrass et Schepke), assumaient d'autres responsabilités militaires ou étaient prisonniers. Leurs successeurs, Rasch, Cremer ou Hardegen se retrouvèrent bientôt acculés, dans la mer du Nord et dans la Baltique, à protéger les navires allemands qui évacuaient le matériel, puis les populations des territoires de l'Est où l'Armée rouge avançait. Le nouveau sous-marin Walter (U-Type XXVI), que Dönitz avait appelé de ses vœux bien avant la guerre, affichait des performances qui faisaient de lui un engin redoutable, mais la capitulation survint alors que les premières unités venaient tout juste d'entrer en service.
Pour les militaires allemands appelés à servir dans l'armée de leur pays, l'arme sous-marine fut incontestablement la plus meurtrière de la Seconde Guerre mondiale : 743 U-Boote furent perdus sur les 1 154 mis en service et environ 30 000 des 40 000 sous-mariniers qui servirent durant le conflit périrent en mer. Corps d'élite dans la Kriegsmarine, déjà élitiste, regroupés dans 31 flottilles, les sous-mariniers formaient une corporation à part, dotée de ses règles ainsi que de ses traditions. L'amiral Dönitz, qui avait été commandant de sous-marin pendant la Première Guerre mondiale, veilla à entretenir parmi ses équipages un esprit de camaraderie affranchi d'une trop pesante rigueur hiérarchique : les sous-mariniers ne portaient par exemple pas d'uniforme à bord, la barbe leur était autorisée, facilité commode dans l'espace limité en eau douce du sous-marin.
La Kriegsmarine produisit plusieurs types de U-Boote suivant les évolutions technologiques :
Au total, de 1933 à 1945, 19 chantiers navals dans 11 villes furent sollicités pour la construction des U-Boote. En mai 1940, 16 chantiers navals produisaient des sous-marins. La production était concentrée dans quatre villes (Hambourg, Brême, Kiel et Dantzig) où 12 chantiers navals représentaient 90 % de la production de sous-marins de la Seconde Guerre mondiale. Les 6 principaux chantiers navals représentaient 70 % de la production totale.
| Chantier naval                     | Ville          | Nbre d'U-Boote construits |
| ---------------------------------- | -------------- | ------------------------- |
| AG Weser                           | Brême          | 162                       |
| Blohm & Voss                       | Hambourg       | 224                       |
| Bremer Vulkan-Vegesacker Werft     | Brême-Vegesack | 74                        |
| Danziger Werft AG                  | Danzig         | 42                        |
| Deutsche Schiff- und Maschinenbau  | Brême          | 16                        |
| Deutsche Werft AG                  | Hambourg       | 113                       |
| Deutsche Werke AG                  | Kiel           | 69                        |
| F Schichau GmbH                    | Danzig         | 94                        |
| F. Krupp Germaniawerft AG          | Kiel           | 131                       |
| Flender Werke AG                   | Lübeck         | 42                        |
| Flensburger Schiffbau-Gesellschaft | Flensbourg     | 28                        |
| H. C. Stülcken Sohn                | Hambourg       | 24                        |
| Howaldtswerke AG                   | Kiel           | 31                        |
| Howaldtswerke Hamburg AG           | Hambourg       | 33                        |
| Kriegsmarinewerft (KMW)            | Wilhelmshaven  | 27                        |
| Neptun Werft AG (en)               | Rostock        | 10                        |
| Nordseewerke                       | Emden          | 30                        |
| Oderwerke AG                       | Stettin        | 2                         |
| Stettiner Maschinenbau AG          | Stettin        | 1                         |

La production des 1 156 U-Boote opérant dans la Kriegsmarine s'est étalée comme suit :
| Année | Nbre d'U-Boote construits | Nbre d'U-Boote détruits |
| ----- | ------------------------- | ----------------------- |
| 1935  | 14                        |                         |
| 1936  | 21                        |                         |
| 1937  | 1                         |                         |
| 1938  | 9                         |                         |
| 1939  | 18                        | 9                       |
| 1940  | 50                        | 24                      |
| 1941  | 199                       | 35                      |
| 1942  | 238                       | 86                      |
| 1943  | 286                       | 241                     |
| 1944  | 229                       | 234                     |
| 1945  | 91                        | 136                     |

De nos jours, seulement cinq U-Boote subsistent :
- l'U-505 au Museum of Science and Industry à Chicago ;
- l'U-534 (découpé en quatre parties pour des raisons budgétaires) à Birkenhead ;
- l'U-995 au mémorial naval à Laboe, en Allemagne ;
- l'U-2540 au musée allemand de la navigation maritime de Bremerhaven en Allemagne ;
- le Vesikko (sous-marin finlandais fabriqué avec les plans de l'Unterseeboot type IIA) au musée de Suomenlinna en Finlande.

## Après-guerre

### Menace écologique
Parmi les 743 U-Boote perdus ou coulés, dont 121 sabordés par les Alliés lors de l'Opération Deadlight, certains représentent aujourd'hui une menace écologique au fond des océans en raison de leur cargaison dangereuse immergée ou de la présence de fioles de mercure en cours de dispersion et à l'origine de contaminations toxicologiques du milieu marin. On peut citer l'exemple médiatisé, du U-864, le seul cas connu de sous-marin coulé en immersion par un autre sous-marin en immersion.
L'enfouissement sous une chape de sable a été proposé comme solution pour circonscrire la propagation des substances toxiques et contaminantes.

### Constructions allemandes de la période

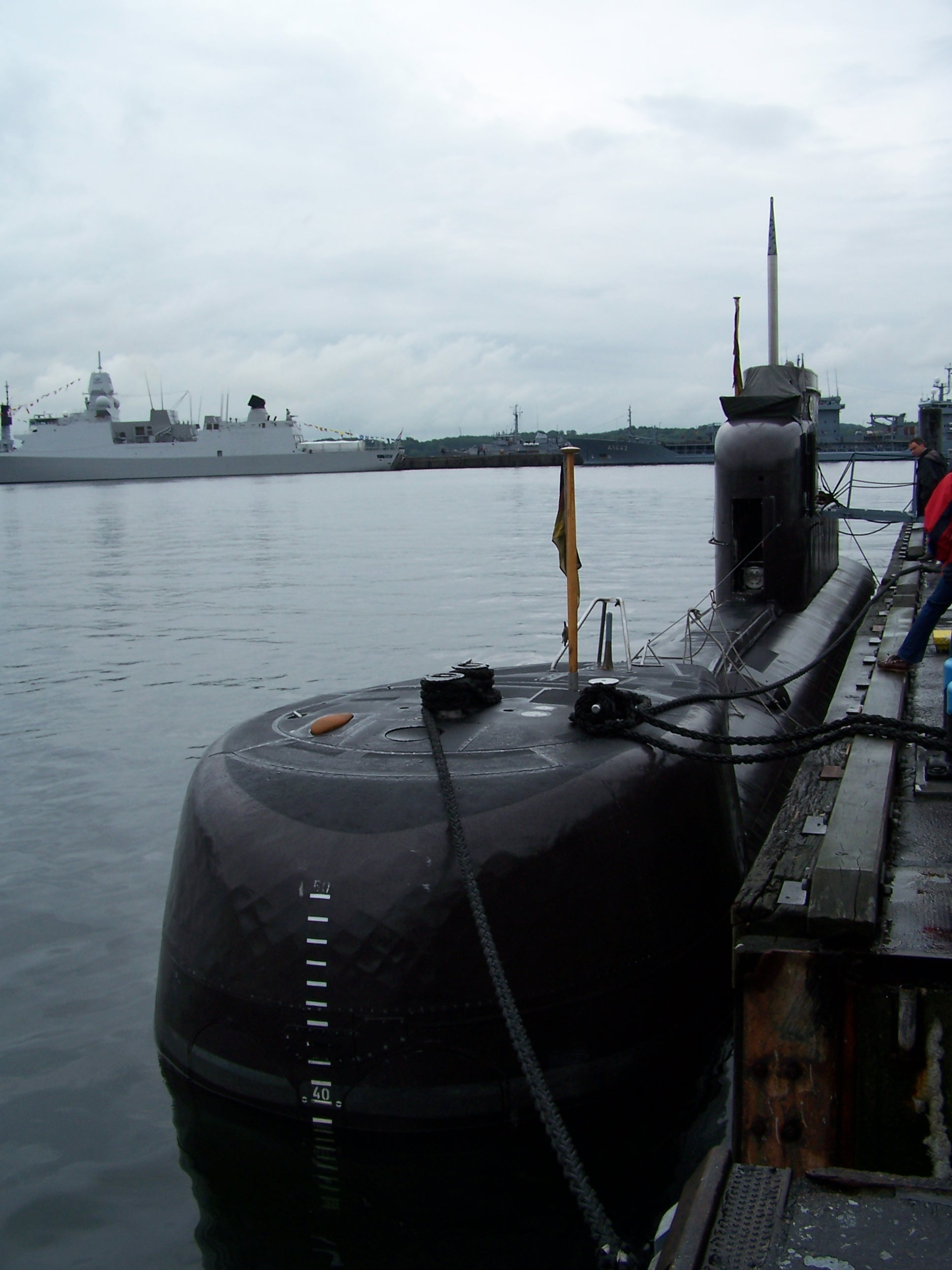
U-15, un Unterseeboot type 206, de la Marine allemande sur un quai de Kiel en 2007.

À partir de 1955, la Marine de l'Allemagne de l'Ouest (RFA), Bundesmarine, a été autorisée à avoir une petite flotte maritime. Initialement, deux U-Boote de type XXIII et un de type XXI ont été renfloués et réparés. Dans les années 1960, la RFA a repris une activité sous-marine militaire. Parce que l'Allemagne était initialement bloquée à une limite de déplacement de 450 tonnes, la Bundesmarine a axé ses efforts sur les petits sous-marins côtiers pour se protéger contre la menace soviétique dans la mer Baltique. Les Allemands ont cherché à utiliser des techniques de pointe pour compenser le faible déplacement, tels que l'acier amagnétique pour se protéger contre les mines navales et contre les détecteurs d'anomalies magnétiques.
Le premier type 201 a été un échec en raison de la fissuration de la coque ; le suivant de type 205, mis en service en 1967, a été un succès et 12 U-Boote ont été construits pour la marine allemande. Pour continuer la tradition des U-Boote allemands, les nouveaux sous-marins ont reçu la désignation du U en commençant par le U-1.
Avec l'achat par le gouvernement danois de deux sous-marins de type 205, le gouvernement allemand a réalisé le potentiel pour ce type de sous-marin à l'exportation. Trois type 206 ont été vendus à la marine israélienne devenant la classe Gal. Le sous-marin Diesel-électrique allemand type 209 est devenu le sous-marin le plus populaire à la vente à l'exportation dans le monde à partir de la fin des années 1960 jusque dans les premières années du XXIe siècle. Avec un déplacement de plus de 1 200 à 1 850 tonnes, la classe 209 était très personnalisable et s'est trouvée au service de 14 marines dans le monde avec 51 exemplaires construits à partir de 2006.

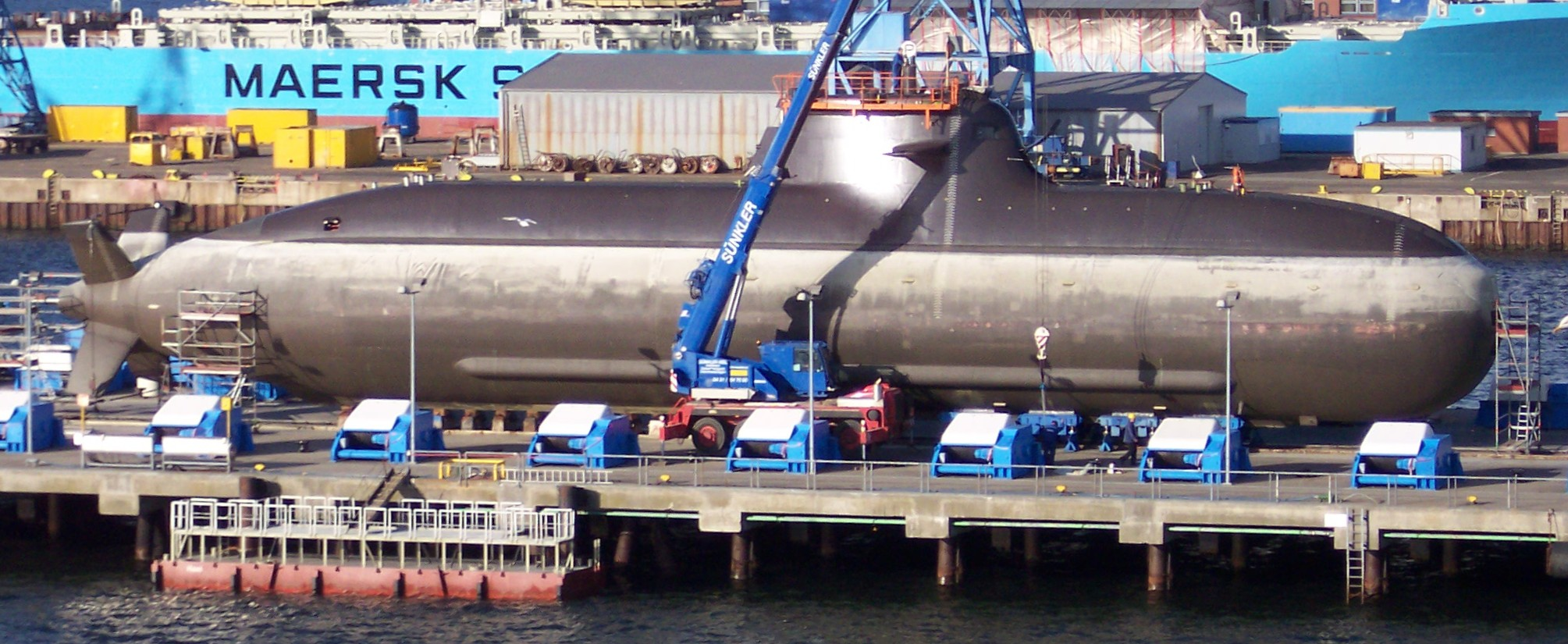
Unterseeboot type 212 avec propulsion anaérobique pneumatique de la Bundesmarine sur le quai du chantier de HDW à Kiel.

L'Allemagne a fait passer le nom de U-Boot dans le XXIe siècle avec le nouveau type 212. Le type 212 dispose d'un système de propulsion pneumatique indépendant utilisant des piles à combustible à hydrogène. Ce système est plus sûr que les moteurs Diesel en circuit fermé utilisés précédemment et que les turbines à vapeur, moins cher qu'un réacteur nucléaire et plus silencieux que ces deux systèmes. Bien que le type 212 ait été également acheté par l'Italie, le type 214 a été conçu comme le modèle pour l'exportation et a été vendu à la Grèce, à la Corée du Sud et à la Turquie.
En juillet 2006, l'Allemagne a commandé un nouveau sous-marin, le U-34 de type 212.

## Dans la culture
L'U-Boot apparait dans diverses œuvres de fiction :

### Jeux vidéo
- Civilization VI, où le sous-marin classique est remplacé par un U-Boot pour l'Allemagne
- Silent Hunter III
- Silent Hunter 4: Wolves of the Pacific
- Silent Hunter 5: Battle of the Atlantic
- Uboat, simulations de sous-marins
- Wolfpack, simulateur de sous-marin
- World of Warships, jeu de combat naval
- Medal of Honor : En première ligne, proposant plusieurs missions en lien avec les U-Boote, dont une en infiltration dans un U-Boot
- Azur Lane, jeu mobile basé sur des navires de différentes nations, dont des U-Boote
- Sniper Elite 5, jeu vidéo d'infiltration et de tir tactique se déroulant durant la Seconde Guerre mondiale : dans une des missions on doit détruire une flotte de U-boote sur une base navale à Saint-Nazaire.

### Jeu de plateau
- U Boot, jeu de plateau coopératif pour 1 à 4 joueurs conçu par Iron Wolf Studio et publié par Phalanx.

### Films ou séries
- Das Boot (Le Bateau) film de Wolfgang Petersen (1981) sans doute le plus réaliste des films sur la guerre sous-marine. Il retrace l'odyssée du sous-marin allemand U-96 pendant la Seconde Guerre mondiale.
- Torpilles sous l'Atlantique film de Dick Powell, 1957; racontant le duel dans l'Atlantique sud entre un U-Boot et un destroyer américain.
- La Guerre de Murphy (Murphy's War). Film de guerre américain réalisé par Peter Yates en 1971 avec Peter O'Toole et Philippe Noiret. Basée sur la loi de Murphy, dite aussi loi de l'emmerdement maximum, sur les exceptions dans le contexte statistiques des probabilités, racontant comment l'unique rescapé d'un croiseur coulé par un U-Boot décide de le retrouver et le couler afin de venger la mort de ses compagnons, et cela, malgré l'annonce de la fin de la guerre.
- U-571, film de Jonathan Mostow, 2000. Les Américains s'emparent d'un U-Boot et de sa machine à coder Enigma.
- U-234: Hitler's Last U-Boat, documentaire d'Andreas Gutzeit, 2001
- USS Greyhound : La Bataille de l'Atlantique, film d'Aaron Schneider (2020)
- Das Boot, série diffusée par saisons, à partir de 2018.

### Bande dessinée
- Dimitri, Kaleunt, Paris, L'Echo des savanes A. Michel, coll. « L'ECHO DES SAVANNES », 1988, 46 p. (ISBN 978-2-226-03172-3, OCLC 418934050)
- Pierre Dupuis, U Boote (Bandes dessinées), Paris, Dargaud, coll. « La Seconde Guerre mondiale », 1985, 46 p. (ISBN 978-2-205-02781-5)
- Nicolas Juncker, Immergés, Grenoble, Treize étrange, 2010- (ISBN 978-2-723-46949-4 et 978-2-723-47260-9, OCLC 798865563)
- Hugo Pratt, La Ballade de la mer salée, Casterman
- Gerardo Balsa, Nicolas Caniaux, U-47, Le Taureau de Scapa Flow, Éditions Zéphyr, 2011,  (ISBN 978-2-361-18018-8)
- Hergé, Coke en stock, 1958, Le Manitoba ne répond plus, 1952
- Jean Van Hamme, La malédiction des trente deniers, tome 2, les éditions Blake et Mortimer, 2010